# Pontailler-sur-Saône
Pontailler-sur-Saône är en kommun i departementet Côte-d'Or i regionen Bourgogne-Franche-Comté i östra Frankrike. Kommunen ligger i kantonen Pontailler-sur-Saône som tillhör arrondissementet Dijon. År 2022 hade Pontailler-sur-Saône 1 285 invånare.

## Befolkningsutveckling
Antalet invånare i kommunen Pontailler-sur-Saône
Referens:INSEE